# Peter Wiersum
Peter Noel Jan Wiersum (født 1. november 1984 i Sutton Coldfield, England) er en hollandsk roer.
Wiersum vandt en bronzemedalje ved OL 2016 i Rio de Janeiro, som styrmand i den hollandske otter. Roerne i båden var Robert Lücken, Boaz Meylink, Boudewijn Röell, Olivier Siegelaar, Dirk Uittenbogaard, Kaj Hendriks, Mechiel Versluis og Tone Wieten. Han var også med i båden ved både OL 2008 i Beijing og OL 2012 i London, hvor hollænderne sluttede på henholdsvis 4. og 5. pladsen.
Wieten vandt desuden en bronzemedalje i otter ved VM i roning i 2015.

## OL-medaljer
- 2016:  Bronze i otter